# Breakout (zespół muzyczny)

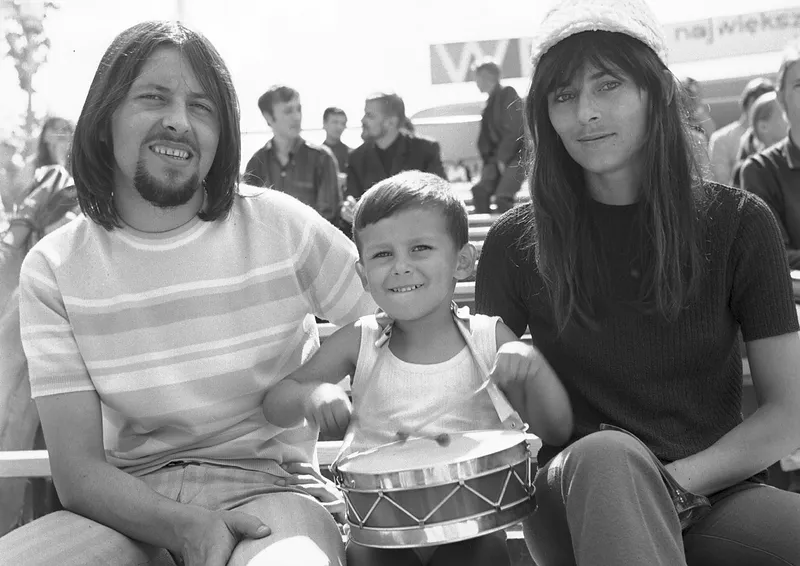
Tadeusz Nalepa i Mira Kubasińska, ok. 1968 r.

Breakout – polski zespół bluesrockowy, założony 1 lutego 1968 roku w Rzeszowie.

## Historia
W jego skład weszła większość muzyków grupy Blackout. Pierwszymi członkami grupy byli: Tadeusz Nalepa (gitara, harmonijka ustna, śpiew), Mira Kubasińska (śpiew), Janusz Zieliński (gitara basowa), Krzysztof Dłutowski (organy) oraz Józef Hajdasz (perkusja).
Debiut grupy przypadł na luty 1968 roku podczas pierwszej edycji Musicoramy. Już w kwietniu tego samego roku został przyjęty nowy basista Michał Muzolf. W czerwcu zespół odbył trasę koncertową po krajach Beneluksu. Po powrocie do kraju stał się jednym z najważniejszych polskich zespołów rockowych. W listopadzie wystąpili na kilku koncertach w Polsce. W styczniu i lutym roku 1969 ich piosenka Gdybyś kochał, hej! dotarła do pierwszego miejsca radiowej listy przebojów.
W 1969 roku ukazała się pierwsza płyta zespołu Na drugim brzegu tęczy, którą nagrali już bez Krzysztofa Dłutowskiego, ale za to z Włodzimierzem Nahornym, który zagrał na saksofonie i flecie. W lipcu wystąpili na III Festiwalu Piosenki Żołnierskiej z piosenką Powiedzcie wierzby. W sierpniu został przyjęty na miejsce gitarzysty basowego Piotr Nowak, jednak już na początku 1970 roku zastąpił go Józef Skrzek. W tym okresie zespół również rozstał się z Franciszkiem Walickim, współtwórcą sukcesów grupy.
W roku 1970 grupa coraz częściej była krytykowana przez media za muzykę pro-zachodnią i długie włosy. W końcu doprowadziło to do całkowitego zakazu emitowania utworów w radiu i telewizji. Jednak w marcu udało się nagrać płytę 70a. Rok później zespół wydał jedną ze swoich najlepszych płyt – Blues w składzie Tadeusz Nalepa (śpiew, gitara), Dariusz Kozakiewicz (gitara), Tadeusz Trzciński (harmonijka ustna), Jerzy Goleniewski (gitara basowa), Józef Hajdasz (perkusja). W 1972 roku zespół nagrał kolejną płytę Karate. Po nagraniu płyty do zespołu dołączył na krótko wokalista Jan Izbiński. W 1973 roku odchodzi z zespołu Włodzimierz Nahorny, a muzycy nagrywają płytę solową Miry Kubasińskiej Ogień.
W latach 1973–1975 zespół jeździł na koncerty do ZSRR, NRD i Holandii.
Już w 1974 roku zespół nagrał kolejną, piątą już płytę Kamienie w składzie: Tadeusz Nalepa (gitara, harmonijka ustna, śpiew), Winicjusz Chróst (gitara), Zdzisław Zawadzki (gitara basowa), Wojciech Morawski (perkusja). 21 listopada 1974 roku Breakout otrzymał „Złotą Płytę” za album Karate. Przez cały rok 1975 dochodziło do wielu zmian personalnych w zespole, ale już na początku kolejnego roku zawiązał się skład: Mira Kubasińska (śpiew), Tadeusz Nalepa (gitara), Zbigniew Wypych (gitara basowa), Bogdan Lewandowski (instrumenty klawiszowe), Andrzej Tylec (perkusja), który nagrał wspólnie płytę NOL w 1976 roku. Na kolejną płytę zespół czekał do roku 1979, kiedy to z Romanem „Pazurem” Wojciechowskim nagrali płytę Żagiel Ziemi, która była jedną z tryptyku olimpijskiego przygotowanego na letnie Igrzyska Olimpijskie 1980 roku w Moskwie, a równolegle w okrojonym składzie nagrali płytę ZOL. Na albumach tych na gitarze basowej grał Krystian Wilczek (na krążku Żagiel Ziemi partie basu dzieli z Wypychem), a na perkusji Marek Surzyn.
Zespół oficjalnie istniał do roku 1982, kiedy to lider zespołu Tadeusz Nalepa rozpoczął karierę solową. Później zespół był reaktywowany jeszcze wiele razy z okazji wielu imprez i koncertów.
19 czerwca 2007 roku w Rzeszowie odbył się I Festiwal Breakout ku pamięci Miry Kubasińskiej i Tadeusza Nalepy.
22 sierpnia 2008 roku w Cieszanowie miała miejsce druga edycja Breakout Festiwalu.

## Dyskografia

### Albumy studyjne
- Na drugim brzegu tęczy (1969)
- 70a (1970)
- Blues (1971)
- Mira (1971)
- Karate (1972)
- Ogień (1973)
- Kamienie (1974)
- NOL (1976)
- ZOL (1979)
- Żagiel Ziemi (1980)

### Albumy kompilacyjne
- Bluesbreakout 1971–72 (1991) (jako Tadeusz Nalepa)
- Ballady (1995)
- Breakout 69/70 (1996)
- Blackout, Breakout i Mira Kubasińska – Gold (1997)
- Mira / Ogień (1997)
- Złote przeboje (1998)
- Największe przeboje (1999)
- Breakout vol. 1 – Blues / Ogień (2000)
- Breakout vol. 2 – Karate / Na drugim brzegu tęczy (2000)
- Poszłabym za tobą (2000)
- Oni zaraz przyjdą tu (2001)
- Poszłabym za tobą (2011)
- Za siódmą górą. Niepublikowane nagrania z lat 1968–1969 (2016)

Źródło